# Husum

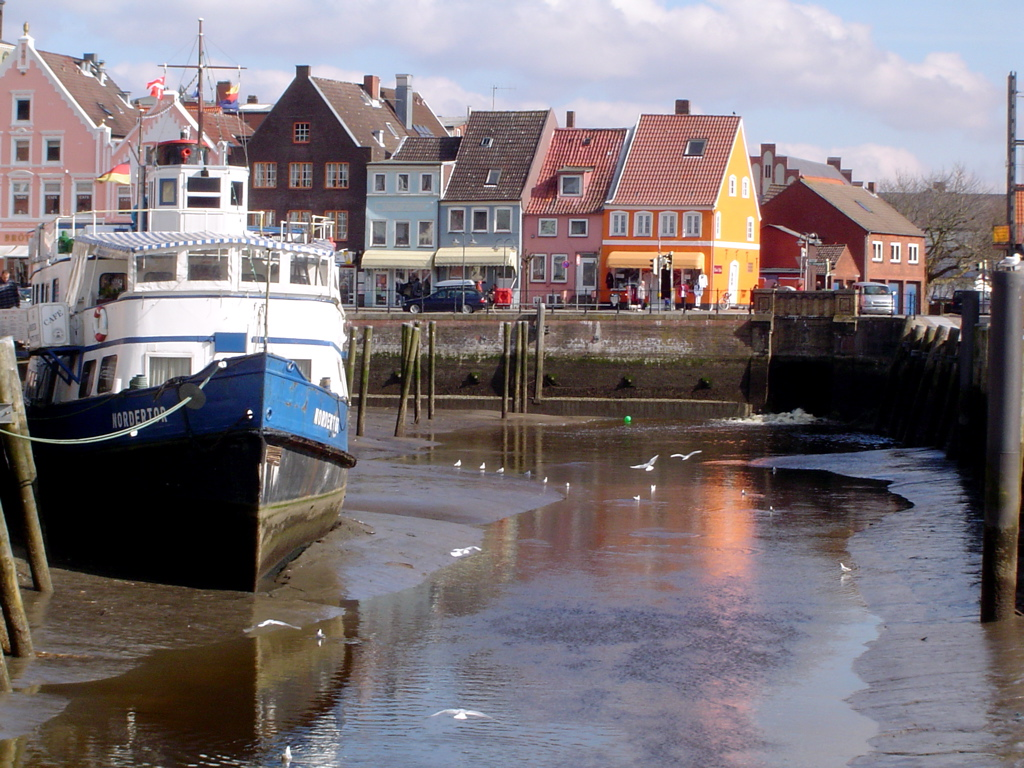
Husum

Husum (fryz. Hüsem) – miasto w północnych Niemczech, w kraju związkowym Szlezwik-Holsztyn, w powiecie Nordfriesland, siedziba związku gmin Amt Pellworm. Miasto leży na wybrzeżu Morza Północnego, liczy ok. 20,8 tys. mieszkańców.
W mieście znajduje się klasycystyczny kościół Mariacki. Rozwinął się tu przemysł stoczniowy, maszynowy, rybny oraz mięsny, funkcjonuje tu stacja kolejowa.

## Współpraca
- gmina Gentofte, Dania
- Heilbad Heiligenstadt, Turyngia
- Kidderminster, Wielka Brytania
- Trzcianka, Polska[2]